# 解耦 (电子学)

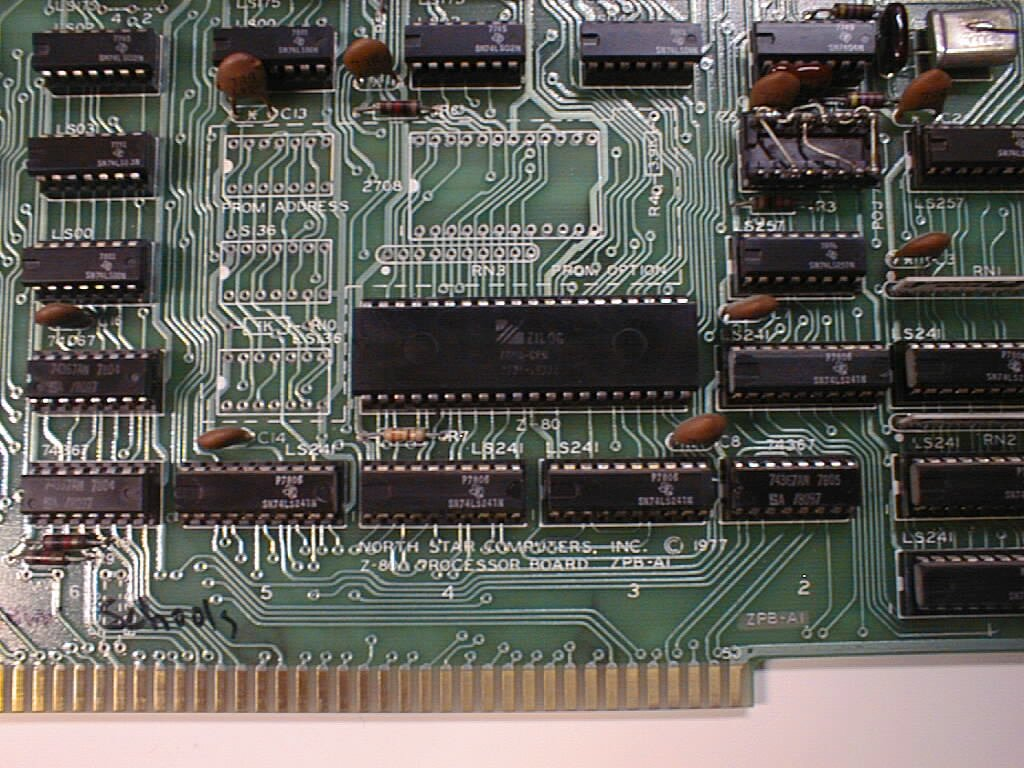
一个在各个其他芯片上使用云母电容器对电源轨进行去耦的处理器板。这所展示的通孔插装技术已过时（现在的标准是表面安装技术），但去耦的一般原理不变。

解耦或去耦合（decoupling）在电子学中是指避免子系统间不希望出現的耦合效應。
常见的例子是将集成的去耦电容连接到集成电路的电源引线附近，以抑制经由電源供應的耦合。它们在供电电路的瞬态、高电流需求期间向电路提供电流的局部能量小储存器，防止电源轨上的电压被瞬时电流负载拉低。使用去耦电容的另一个常见例子是跨过晶体管共射極放大器的电阻发射极偏置电阻，以防止电阻器吸收放大器的AC输出功率的一部分。
有损的铁氧体磁珠还可用于隔离或“岛”电路部分。这增加高串联阻抗到电源轨（与过去去耦电容增加低并联阻抗相反），从而防止从系统的其他地方吸取高频电流。
Decoupling definition: a situation in which two or more activities are separated, or do not develop in the same way

## 腳註
1. ↑   Don Lancaster, TTL Cookbook', Howard W. Sams, 1975, no ISBN, pp.23-24